# Darfour du Nord
 (avril 2021).
Si vous disposez d'ouvrages ou d'articles de référence ou si vous connaissez des sites web de qualité traitant du thème abordé ici, merci de compléter l'article en donnant les références utiles à sa vérifiabilité et en les liant à la section « Notes et références ».
Le Darfour du Nord (en arabe : شمال دارفور, šmāl dārfwr, « Chamal Darfour ») est un État du Soudan.

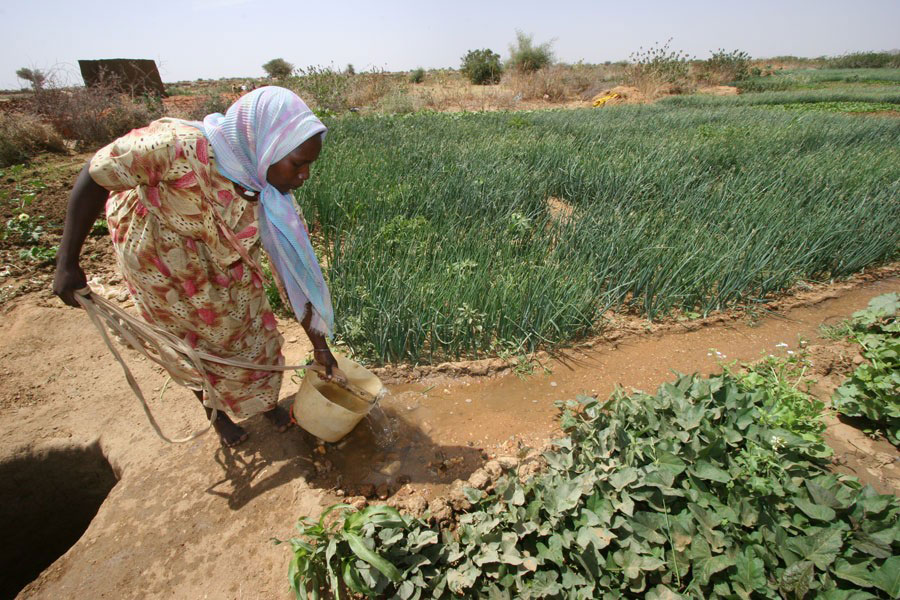
Agriculteur irriguant les cultures au Darfour du Nord

Sa capitale est El Fasher.